# Lepidochrysops tietsea
Lepidochrysops tietsea är en fjärilsart som beskrevs av Henry Trimen. Lepidochrysops tietsea ingår i släktet Lepidochrysops och familjen juvelvingar. Inga underarter finns listade i Catalogue of Life.